# Eupithecia poecilata
Eupithecia poecilata är en fjärilsart som beskrevs av Rudolf Püngeler 1888. Eupithecia poecilata ingår i släktet Eupithecia och familjen mätare. Inga underarter finns listade i Catalogue of Life.

## Bildgalleri

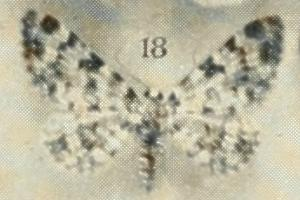